# 梅津芳三

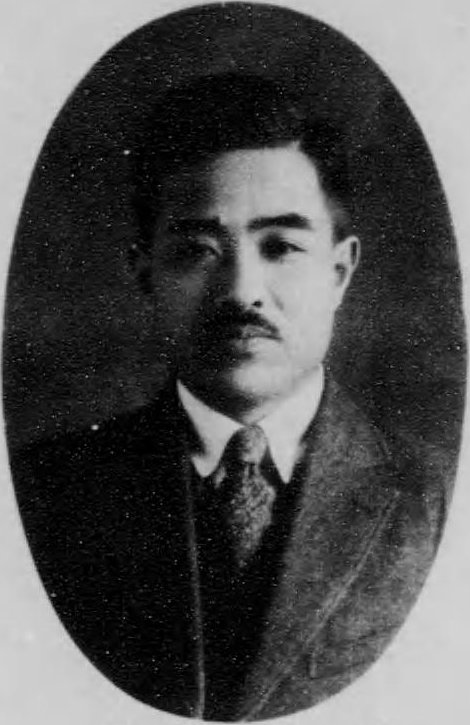
梅津芳三

梅津 芳三（うめづ よしぞう、1892年（明治25年）5月25日 - 1977年（昭和52年）5月17日）は、日本の内務官僚。神奈川県横須賀市長。

## 経歴
岩手県稗貫郡花巻町（現在の花巻市）出身。東京帝国大学法科大学英法科在学中の1916年（大正5年）に高等文官試験に合格し、翌年に卒業した。大分県属、高知県警視、同理事官、兵庫県理事官、群馬県書記官・警察部長、山梨県書記官・警察部長、静岡県書記官・警察部長を歴任した。
1930年（昭和5年）、神戸市助役となり、神戸市中央卸売市場長事務、神戸海港博覧会事務を執った。さらに1934年（昭和9年）には横浜市助役に就任した。その後、京浜地区魚類配給統制協会専務理事を務めていたが、1943年（昭和18年）に横須賀市長に選出され、1947年（昭和22年）まで務めた。
その後、公職追放となり、追放解除後の1953年（昭和28年）、横須賀市長選挙で当選を果たし、再び就任した。